# الكدية (رتنانة)
الكدية هو دُوَّار يقع بجماعة لمعاشات، إقليم آسفي، جهة مراكش آسفي في المملكة المغربية. ينتمي الدوّار لمشيخة رتنانة التي تضم 21 دوار. يقدر عدد سكانه بـ 322 نسمة حسب الإحصاء الرسمي للسكان والسكنى لسنة 2004.

## روابط خارجية
- البوابة الوطنية للجماعات الترابية
- المندوبية السامية للتخطيط